# NBA Jam (datorspelsserie)
NBA Jam är en dator- och TV-spelsserie bestående av sportspel med basketbolltema. Varje lag endast har två spelare på planen samtidigt, och spelen är baserade på NBA. Serien har funnits sedan 1993.

## Spel

### Huvudserien
| Titel                    | Släppår |
| ------------------------ | ------- |
| NBA Jam                  | 1993    |
| NBA Jam Extreme          | 1996    |
| NBA Jam 99               | 1998    |
| NBA Jam 2000             | 1999    |
| NBA Jam 2001             | 2000    |
| NBA Jam 2002             | 2001    |
| NBA Jam 2004             | 2003    |
| NBA Jam (2010)           | 2010    |
| NBA Jam: On Fire Edition | 2011    |

### Fotnoter
1. ↑  ”NBA Jam series” (på engelska). Mobygames. http://www.mobygames.com/game-group/nba-jam-series. Läst 21 april 2015.